# Iguanacolossus fortis

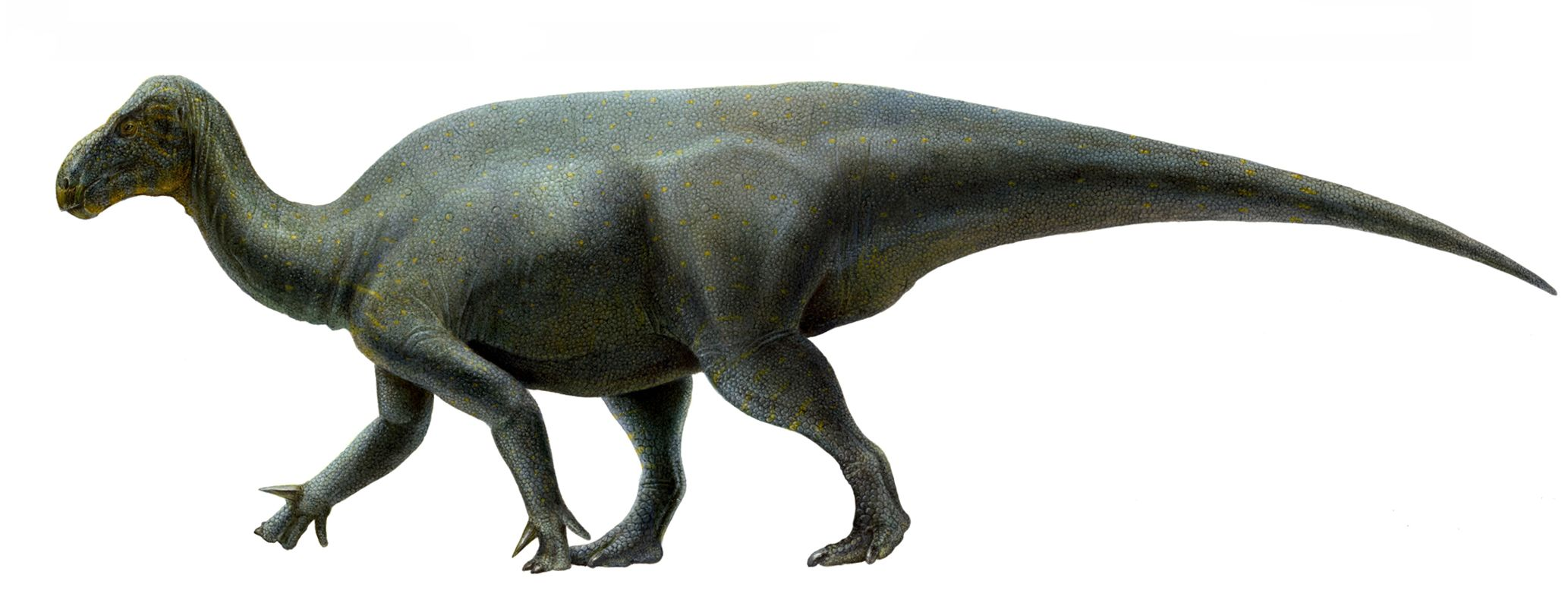
Reconstrucció artística dI. fortis

Iguanacolossus fortis és una espècie de dinosaure iguanodont herbívor. És un iguanodont basal que va viure al Cretaci inferior (?Barremià inferior) en el que actualment és Utah, EUA. Es coneix a partir de UMNH VP 20205, l'esquelet parcial associat d'un únic individu, recuperat del membre inferior de Yellow Cat de la formació de Cedar Mountain, que data d'almenys de l'estatge del Barremià inferior (fa uns 130 milions d'anys). Iguanacolossus fou anomenat per Andrew T. McDonald, James I. Kirkland, Donald D. DeBlieux, Scott K. Madsen, Jennifer Cavin, Andrew R. C. Milner, i Lukas Panzarin l'any 2010, conjuntament amb el gènere Hippodraco, també de la formació de Cedar Mountain.